# 和久井秀俊
和久井 秀俊（わくい ひでとし、1983年2月12日 - ）は、栃木県出身の元サッカー選手。ポジションはMF。出身地である栃木県の観光大使「とちぎ未来大使」を務める。
また、ブログやTwitterやfacebookといったソーシャルメディアを活用してファンとの直接のコミュニケーションを大事にすることから、ファンから『ソーシャルアスリート』と呼ばれている。日本人のプロサッカー選手として最長の、海外キャリア20年を持つ。

## 来歴

### 学生時代
小学4年の時に、サッカーを始める。
当時Jリーグを退団したばかりの根岸誠一がコーチを務めるクラブチームにてサッカーの魅力に取りつかれる。
入学した中学校には、サッカー部が無かったため野球部に所属する。どうしてもサッカーをやりたかったため、中学2年時に生徒会長になり、サッカー部を創設した。
入学した当時の鹿沼東高校時代は、サッカー部に専属の顧問がいなかったため、選手でありながら自ら練習内容を考え技術向上をし、栃木県選抜まで上り詰める。

### ブラジル時代
2001年、栃木県立鹿沼東高等学校の卒業が確定してから、卒業式を待たずにブラジルに単身渡航。
アルバイトで貯めた2ヵ月分の生活費だけを持ってブラジルに渡る。現地では、サッカーが下手な人のことを日本人と呼ぶほど日本人のサッカーのレベルが低いと見られていた。
2001年5月、サント・アンドレとプロ契約の夢を掴む。
ブラジルでは、試合に勝ったらお金をもらうという生活であり、過酷な生活環境の中でサッカーの技術向上に努めた。
2002年からは3部のアトレチコ・ジャレゼンセに所属。

### 日本への帰国 - 再び海外移籍
ブラジルでの活躍がきっかけとなり、アルビレックス新潟へ逆輸入選手として帰国。
しかし、怪我の影響により出場機会を得られぬまま、アルビレックス新潟シンガポールに移籍することになる。

### アルビレックス新潟シンガポール時代
創設したばかりの当時のアルビレックス新潟シンガポールには、後々カナダ代表として活躍する中島ファラン一生や、シンガポールリーグ史上初の4連覇を達成させた新井健二などが所属していた。

### 欧州海外リーグ時代
スロベニアのNKインテルブロック・リュブリャナでは2005-06シーズンにチームの1部昇格に貢献、2006-07シーズンでは1部残留プレーオフでゴールをマークするなど活躍。2007年7月にオーストリア2部リーグのバッド・オウセーに移籍。2008-09年はスロベニア1部のNDゴリツァ、2009-10シーズンはチェコ1部のボヘミアンズ・プラハでプレーし、2010年9月からベラルーシ・プレミアリーグのFCミンスクに移籍した（この移籍により日本を含めアジア人初のベラルーシサッカーリーグ所属選手となった）。

#### ノーメ・カリュ
2011年3月、エストニア・マイスターリーグのノーメ・カリュFCに完全移籍。2011年3月、エストニア・マイスターリーグ月間ベストイレブンに選出され、エストニアのサッカー情報誌にて、今期の注目選手6名のうちの1人に選ばれた。2011年4月、6月、8月とベストイレブンに選出された。2011年は、所属するノーメ・カリュFCを主力として戦い抜き、シリーズ準優勝へと導いた。自身もシーズンにおけるベストイレブン及び、ベストMFに選出された。
2011年6月30日のFCホンカ戦でUEFAヨーロッパリーグ初出場、2012年7月5日のFKハザル・レンコラン戦でヨーロッパリーグ初得点を記録した。2013年7月17日にはHJKヘルシンキ戦でUEFAチャンピオンズリーグに初出場した。
2012年にはノーメ・カリュFCのエストニア・マイスターリーグ優勝に貢献した。個人としても、2年連続でシーズンにおけるベストイレブン及び、ベストMFに選出された。また、シーズンMVP投票でも2年連続で2位となった。この結果、欧州1部リーグと2部リーグの両方で優勝と降格を経験した日本人選手となった。2005-06シーズンにスロベニア2部で優勝、2007-08シーズンにオーストリア2部で降格、2009-10シーズンにチェコ1部で降格を経験している。降格はいずれもリーグ最下位での降格である。
2011年に加入してから2013年までの3シーズンでリーグ戦通算100試合32得点の成績を残した。2014年7月14日、タルトゥJKタメカ戦でハットトリックを達成した。9月27日、FCフローラ・タリン戦でシーズン18ゴール目を決め、エストニア・マイスターリーグの通算ゴール数を50とした。4シーズン連続でベスト11を受賞した。2014シーズンに記録した21得点は、日本人の欧州最多得点記録である。2015シーズンは9月29日のエストニア・カップの試合で負傷し、残りのリーグ戦を欠場することになったが、4シーズン連続の2桁得点となる11ゴールを記録した。
2016年11月、ノーメ・カリュ退団が発表された。ノーメ・カリュではリーグ戦通算176試合67得点の成績を残した。
2017年8月、フィンランド2部のIFグニスタン加入が発表された。
2021年11月をもって現役を引退したことを自身のブログにて発表。

## エピソード
- 2013年11月10日に行われた最終節で、試合会場へ移動中にバスがパンクするアクシデントが発生した。試合開始時間に遅れると不戦敗になる中、その場でスタメンを発表し、スタメン11人と監督が会場に向かっていたサポーターの車に分乗して移動し事なきを得た。この件に関するUEFA公式サイトの記事でコメントが紹介された[13][14]。
- 2013年、合同トライアウト「World Soccer Challenge Selection」を開催する[15][16]。2013年のトライアウトでは橋本早十がチョンブリーFCと契約した[17]。

## 所属クラブ
- 栃木県立鹿沼東高等学校
- 2001年5月 - 2002年12月  サント・アンドレ
- 2003年1月 - 同年5月  アトレチコ・ジャレセンセ
- 2003年 - 2004年  アルビレックス新潟
- 2004年 - 2005年  アルビレックス新潟シンガポール ※2004年はレンタル移籍
- 2006年1月 - 2007年7月  ファクトールFC / インテルブロック・リュブリャナ ※2006-2007シーズン中にファクトールFCから改名
- 2007年7月 - 2008年  バッド・オウセー
- 2008年 - 2009年  NDゴリツァ
- 2009年 - 2010年8月  ボヘミアンズ・プラハ
- 2010年9月 - 2011年2月  FCミンスク
- 2011年3月 - 2016年  ノーメ・カリュFC
- 2017年  IFグニスタン
- 2018年 -  JKタリナ・カレフ

## 個人成績

### 国内大会
| 国内大会個人成績 | 国内大会個人成績            | 国内大会個人成績 | 国内大会個人成績 | 国内大会個人成績             | 国内大会個人成績                   | 国内大会個人成績 | 国内大会個人成績 | 国内大会個人成績 | 国内大会個人成績 | 国内大会個人成績 | 国内大会個人成績 |
| 年度             | クラブ                      | 背番号           | リーグ           | リーグ戦                     | リーグ戦                           | リーグ杯         | リーグ杯         | オープン杯       | オープン杯       | 期間通算         | 期間通算         |
| 年度             | クラブ                      | 背番号           | リーグ           | 出場                         | 得点                               | 出場             | 得点             | 出場             | 得点             | 出場             | 得点             |
| ブラジル         | ブラジル                    | ブラジル         | ブラジル         | リーグ戦                     | リーグ戦                           | ブラジル杯       | ブラジル杯       | オープン杯       | オープン杯       | 期間通算         | 期間通算         |
| ---------------- | --------------------------- | ---------------- | ---------------- | ---------------------------- | ---------------------------------- | ---------------- | ---------------- | ---------------- | ---------------- | ---------------- | ---------------- |
| 2001-02          | サント・アンドレ            |                  | 2部              |                              |                                    |                  |                  |                  |                  |                  |                  |
| ブラジル         | ブラジル                    | ブラジル         | ブラジル         | リーグ戦                     | リーグ戦                           | ブラジル杯       | ブラジル杯       | オープン杯       | オープン杯       | 期間通算         | 期間通算         |
| 2002-03          | アトレチコ・ジャレゼンセ    |                  | 3部              |                              |                                    |                  |                  |                  |                  |                  |                  |
| 日本             | 日本                        | 日本             | 日本             | リーグ戦                     | リーグ戦                           | リーグ杯         | リーグ杯         | 天皇杯           | 天皇杯           | 期間通算         | 期間通算         |
| 2003             | 新潟                        | 34               | J2               | 0                            | 0                                  | -                | -                | 0                | 0                | 0                | 0                |
| シンガポール     | シンガポール                | シンガポール     | シンガポール     | リーグ戦                     | リーグ戦                           | リーグ杯         | リーグ杯         | シンガポール杯   | シンガポール杯   | 期間通算         | 期間通算         |
| 2004             | 新潟S                       | 7                | Sリーグ          | 26                           | 4                                  | 1                | 1                | -                | -                | 27               | 5                |
| 2005             | 新潟S                       | 24               | Sリーグ          | 26                           | 5                                  | 3                | 0                | -                | -                | 29               | 5                |
| スロベニア       | スロベニア                  | スロベニア       | スロベニア       | リーグ戦                     | リーグ戦                           | リーグ杯         | リーグ杯         | オープン杯       | オープン杯       | 期間通算         | 期間通算         |
| 2005-06          | ファクター                  | 10               | 2部              | 13                           | 2                                  |                  |                  |                  |                  |                  |                  |
| 2006-07          | ファクター/インターブロック | 10/31            | 1部              | 26                           | 4                                  |                  |                  |                  |                  |                  |                  |
| オーストリア     | オーストリア                | オーストリア     | オーストリア     | リーグ戦                     | リーグ戦                           | リーグ杯         | リーグ杯         | オーストリア杯   | オーストリア杯   | 期間通算         | 期間通算         |
| 2007-08          | バッド・オウセー            | 10               | 2部              | 15                           | 1                                  |                  |                  |                  |                  |                  |                  |
| スロベニア       | スロベニア                  | スロベニア       | スロベニア       | リーグ戦                     | リーグ戦                           | リーグ杯         | リーグ杯         | オープン杯       | オープン杯       | 期間通算         | 期間通算         |
| 2008-09          | NDゴリツァ                  |                  | 1部              | 10                           | 0                                  |                  |                  |                  |                  |                  |                  |
| チェコ           | チェコ                      | チェコ           | チェコ           | リーグ戦                     | リーグ戦                           | リーグ杯         | リーグ杯         | オープン杯       | オープン杯       | 期間通算         | 期間通算         |
| 2009-10          | ボヘミアンズ・プラハ        | 25               | 1部              | 11                           | 0                                  |                  |                  |                  |                  |                  |                  |
| ベラルーシ       | ベラルーシ                  | ベラルーシ       | ベラルーシ       | リーグ戦                     | リーグ戦                           | リーグ杯         | リーグ杯         | オープン杯       | オープン杯       | 期間通算         | 期間通算         |
| 2010             | FCミンスク                  | 23               | プレミア         | 2                            | 0                                  |                  |                  |                  |                  |                  |                  |
| エストニア       | エストニア                  | エストニア       | エストニア       | リーグ戦                     | リーグ戦                           | リーグ杯         | リーグ杯         | オープン杯       | オープン杯       | 期間通算         | 期間通算         |
| 2011             | ノーメ・カリュ              | 75               | 1部              | 35                           | 7                                  |                  |                  | 2                | 0                | 37               | 7                |
| 2012             | ノーメ・カリュ              | 75               | 1部              | 35                           | 10                                 |                  |                  | 3                | 0                | 38               | 10               |
| 2013             | ノーメ・カリュ              | 75               | 1部              | 30                           | 15                                 |                  |                  | 4                | 0                | 34               | 15               |
| 2014             | ノーメ・カリュ              | 75               | 1部              | 33                           | 21                                 |                  |                  | 2                | 1                | 35               | 22               |
| 2015             | ノーメ・カリュ              | 75               | 1部              | 28                           | 11                                 |                  |                  | 5                | 0                | 33               | 11               |
| 2016             | ノーメ・カリュ              | 75               | 1部              | 15                           | 3                                  |                  |                  | 3                | 1                | 18               | 4                |
| フィンランド     | フィンランド                | フィンランド     | フィンランド     | リーグ戦                     | リーグ戦                           | リーグ杯         | リーグ杯         | オープン杯       | オープン杯       | 期間通算         | 期間通算         |
| 2017             | IFグニスタン                | 75               | 2部              | 11                           | 0                                  |                  |                  |                  |                  |                  |                  |
| エストニア       | エストニア                  | エストニア       | エストニア       | リーグ戦                     | リーグ戦                           | リーグ杯         | リーグ杯         | オープン杯       | オープン杯       | 期間通算         | 期間通算         |
| 2018             | タリナ・カレフ              |                  | 1部              |                              |                                    |                  |                  |                  |                  |                  |                  |
| 通算             | ブラジル                    | ブラジル         | 2部              | \|\|\|\|\|\|\|\|\|\|\|\|\|\| |                                    |                  |                  |                  |                  |                  |                  |
| 通算             | ブラジル                    | ブラジル         | 3部              | \|\|\|\|\|\|\|\|\|\|\|\|\|\| |                                    |                  |                  |                  |                  |                  |                  |
| 通算             | 日本                        | 日本             | J2               | 0                            | 0                                  | -                | -                | 0                | 0                | 0                | 0                |
| 通算             | シンガポール                | シンガポール     | Sリーグ          | 52                           | 9                                  | 4                | 1                | -                | -                | 56               | 10               |
| 通算             | チェコ                      | チェコ           | 1部              | 11                           | 0\|\|\|\|\|\|\|\|\|\|11\|\|0       |                  |                  |                  |                  |                  |                  |
| 通算             | スロベニア                  | スロベニア       | 1部              | 36                           | 4\|\|\|\|\|\|\|\|\|\|36\|\|4       |                  |                  |                  |                  |                  |                  |
| 通算             | スロベニア                  | スロベニア       | 2部              | 13                           | 2\|\|\|\|\|\|\|\|\|\|13\|\|2       |                  |                  |                  |                  |                  |                  |
| 通算             | オーストリア                | オーストリア     | 2部              | 15                           | 1\|\|\|\|\|\|\|\|\|\|15\|\|1       |                  |                  |                  |                  |                  |                  |
| 通算             | ベラルーシ                  | ベラルーシ       | プレミア         | 2                            | 0\|\|\|\|\|\|\|\|\|\|2\|\|0        |                  |                  |                  |                  |                  |                  |
| 通算             | エストニア                  | エストニア       | 1部              | 176                          | 67\|\|\|\|\|\|19\|\|2\|\|195\|\|69 |                  |                  |                  |                  |                  |                  |
| 通算             | フィンランド                | フィンランド     | 2部              | 11                           | 0\|\|\|\|\|\|\|\|\|\|\|\|          |                  |                  |                  |                  |                  |                  |
| 総通算           | 総通算                      | 総通算           | 総通算           | 316                          | 83                                 | 4                | 1                | 19               | 2                | 339              | 86               |

- エストニアのオープン杯はエストニア・カップ。

その他の公式戦
- 2007年 スロベニア・プルヴァリーガ 残留・昇格プレーオフ 2試合1得点
- 2013年 エストニア・スーパーカップ 1試合0得点

### 国際大会
| 国際大会個人成績 | 国際大会個人成績 | 国際大会個人成績 | 国際大会個人成績 | 国際大会個人成績 | 国際大会個人成績 | 国際大会個人成績 |
| 年度             | クラブ           | 背番号           | 出場             | 得点             | 出場             | 得点             |
| UEFA             | UEFA             | UEFA             | UEFA EL          | UEFA EL          | UEFA CL          | UEFA CL          |
| ---------------- | ---------------- | ---------------- | ---------------- | ---------------- | ---------------- | ---------------- |
| 2011-12          | ノーメ・カリュFC | 75               | 2                | 0                | -                | -                |
| 2012-13          | ノーメ・カリュFC | 75               | 2                | 1                | -                | -                |
| 2013-14          | ノーメ・カリュFC | 75               | -                | -                | 4                | 0                |
| 2013-14          | ノーメ・カリュFC | 75               | 2                | 0                | -                | -                |
| 2014-15          | ノーメ・カリュFC | 75               | 4                | 2                | -                | -                |
| 2015-16          | ノーメ・カリュFC | 75               | 4                | 1                | -                | -                |
| 2016-17          | ノーメ・カリュFC | 75               | 4                | 1                | -                | -                |
| 通算             | UEFA             | UEFA             | 18               | 5                | 4                | 0                |

出典

## タイトル

### クラブ
ノーメ・カリュFC
- エストニア・マイスターリーグ 優勝 (1) : 2012
- エストニア・カップ 優勝 (1) : 2014-15[19]

ファクターFC
- スロベニア・セカンドリーグ 優勝 (1) : 2005-06

### 個人
- エストニア・マイスターリーグにおけるシーズンベストイレブン (2) : 2011, 2012
- エストニア・マイスターリーグにおけるシーズンベストMF (2) : 2011, 2012
- エストニア・マイスターリーグにおけるシーズンMVP 次点 (Runner-up) (2) : 2011, 2012
- エストニア・マイスターリーグにおける月間MVP (3) : 2011年8月, 2012年6月, 2013年3月
- 2011年エストニア・マイスターリーグにおける月間ベストイレブン (5) : 2011年3月, 2011年4月, 2011年6月, 2011年8月, 2011年9月
- エストニア・マイスターリーグにおけるシーズンベスト移籍(加入選手) 次点 (Runner-up) (1) : 2011

出典